# Brain Film Festival
El Brain Film Festival, también conocido como Brain Film Fest es un festival de cine organizado por la Fundación Pasqual Maragall que nació el 2018 con la voluntad de propiciar la creación audiovisual y dar a conocer diferentes aspectos del cerebro, tanto sus capacidades como las dolencias y condiciones que lo amenazan. Es la evolución del Premio Solé Tura, una iniciativa surgida para propiciar la creación audiovisual y generar concienciación social hacia las personas que sufren dolencias en el cerebro. Su programa presenta proyecciones de largometrajes y cortometrajes, charlas y talleres monográficos. Tiene lugar en el Centro de Cultura Contemporánea de Barcelona. El acontecimiento forma parte de la Brain Awareness Week, BAW.
En la edición de 2018 se presentaron obras como Monster in the Mind, escrita, producida y dirigida por Jean Carper, veterana periodista de la CNN quién, con 85 años se embarca en un viaje para enfrentar sus miedos y encontrar cualquier cosa que le permita evitar Alzheimer. También se pudo ver Rocks in My Pockets de la letona Firme Baumane, un film de animación por adultos que narra la historia de cinco mujeres de la familia de la directora que combaten la depresión y la esquizofrenia, y Can You Rebuild My Brain?, documental de Gran Bretaña dirigido por Stephen Finnigan con guion de Lotje Sodderland, quien se adentra en el mundo de la neurocirugia después de que su cerebro fallara cuando tenía 34 años. También se realizó una proyección especial del clásico Escuela de sirenas de George Sydney para personas con Alzheimer y sus cuidadores.